# Filipijnse goudvink
De Filipijnse goudvink (Pyrrhula leucogenis) is een vogelsoort uit de familie van de Fringillidae (vinkachtigen).

## Verspreiding en leefgebied
De Filipijnse goudvink komt alleen voor in de Filipijnen en telt twee ondersoorten:
- P. l. leucogenis: Luzon.
- P. l. steerei: Mindanao.

## Ondersoorten
De Filipijnse goudvink is monotypisch.